# Coco Mbassi
Coco Mbassi (* 1969 in Kamerun) ist eine in Frankreich lebende, aus Kamerun stammende Musikerin. 

## Leben und Karriere
Bereits mit sieben Jahren hatte sie einen Gesangswettbewerb gewonnen und wollte seitdem Sängerin werden. 1983 verließ sie Yaoundé und zog in die französische Hauptstadt. Nach der Schule nahm sie an Afrotanzkursen teil und sang ab 1990 in einem afrofranzösischen Gospelchor. Zu der Zeit arbeitete sie auch als Backgroundsängerin für Touré Kunda, Salif Keïta, Manu Dibango und Anne-Marie Nzié. 
Mit dem Song "Muengue Mwa Ndolo" gewann sie 1996 den Prix Découvertes des französischen Senders RFI. Damit begann ihre Solokarriere.
Unter anderem hatte sie Auftritte beim Würzburger Afrofestival und dem Festival D'Été Du Québec. 2001 veröffentlichte sie nach einer vierjährigen Mutterschaftspause ihr erstes selbstverfasstes Album. 
Ihr Musikstil ist geprägt von Afrojazz, Klassik und Pop. Mit ihrer weichen Stimme trägt sie anspruchsvolle Texte – begleitet von Cello und Piano – vor, die sich mit den Problemen der afrikanischen Gesellschaft auseinandersetzen.
Mit „Sepia“ kam sie unter die ersten Zehn der Weltmusikcharts Europas. BBC Radio nominierte sie als „Newcomer des Jahres“. In Deutschland wurde sie bekannt, als Roger Willemsen sie in Paris besuchte und im ZDF seinem Publikum vorstellte.

## Diskographie
- Sepia (Tropical Music, 2001)
- Sisea (Tropical Music, 2003)
- Jóa (Conserprod, 2014)